# Religion au Kazakhstan

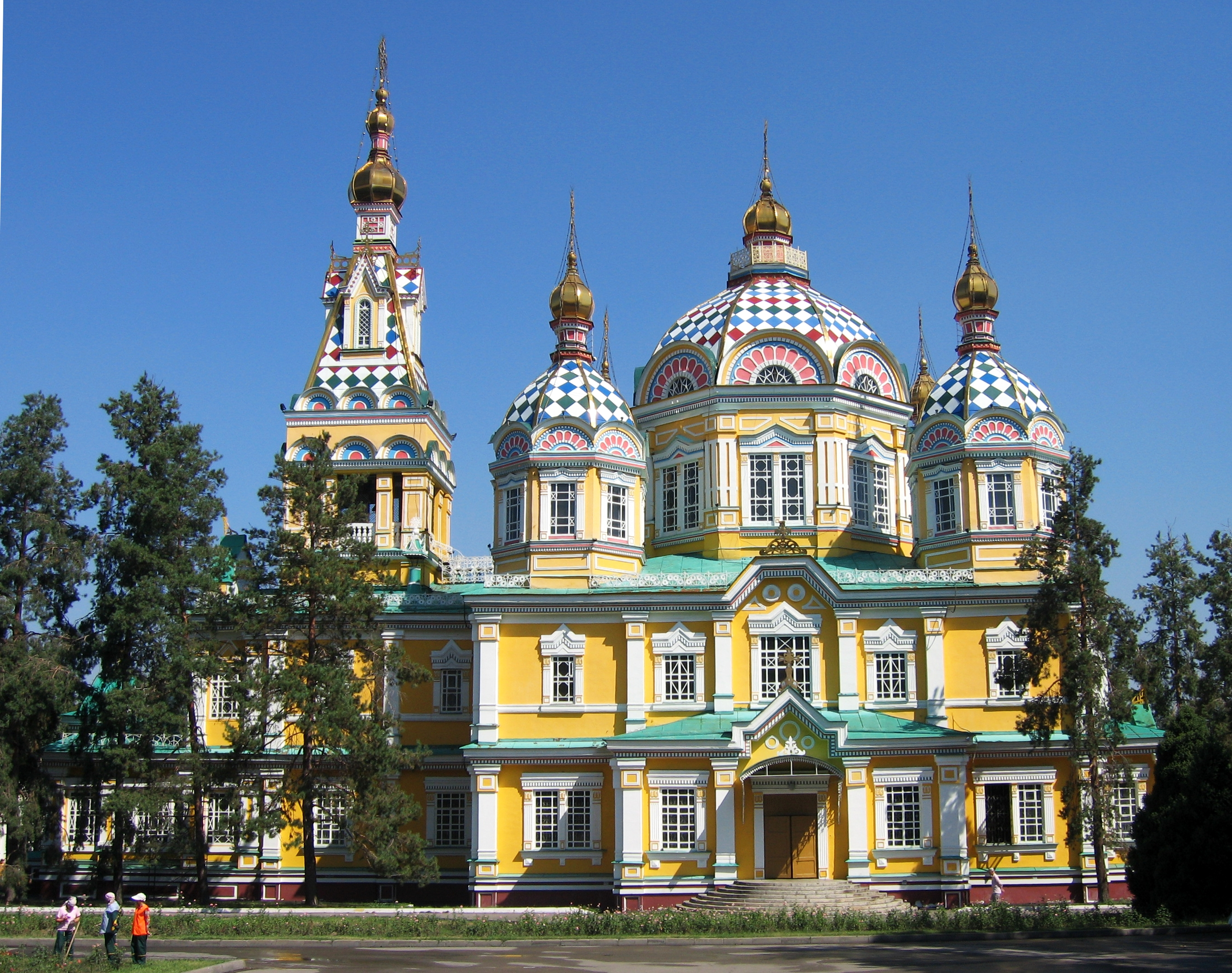
Cathédrale de l'Ascension à Almaty, Kazakhstan

Ce grand pays assez peu peuplé (19 000 000 de Kazakhs en 2020), entre Asie centrale et Europe de l'Est, offre un paysage religieux assez proche de celui de ses deux voisins du Sud, l'Ouzbékistan et le Turkménistan.

## Recensement de 2009
D'après le recensement de 2009, les religions du Kazakhstan, qui est depuis la Constitution du 28 janvier 1993 une république laïque sont l'islam (70.2 %) principalement sunnite et le christianisme (26,2 %) principalement orthodoxe, le bouddhisme (0,1 %), le judaïsme avec 5 300 personnes et d'autres (0,2 %). Les non-croyants sont 2,8 % et ceux qui n'ont pas désiré répondre, 0,5 %.

## Histoire

### Islam
L'islam principalement sunnite, avec 70,2 % de la population, est pratiqué par les Kazakhs ainsi que des minorités telles que les Tatars, les Bachkirs, les Ouzbeks ou les Ouïghours. L'arrivée de l'islam date de la fin du Xe siècle[réf. nécessaire]. Au XIIe siècle, le soufi Ahmed Yasavi joua un rôle majeur dans le développement de l'islam dans la région. Le tengrisme a disparu en laissant quelques traits, comme l’appellation Tengri concurrente d'Allah pour Dieu.

### Christianisme
L'orthodoxie est pratiquée par les Russes, et certains Ukrainiens et Biélorusses. La religion catholique est pratiquée dans quelques régions (principalement au nord du pays) mais le nombre de fidèles, d'origine polonaise ou allemande, tend à se réduire, ces derniers quittant progressivement le Kazakhstan pour rejoindre leur pays d'origine (le pape Jean-Paul II a effectué une visite à Astana du 22 au 27 septembre 2001). Il en va de même pour le judaïsme : même si une synagogue a été récemment bâtie à Astana, les citoyens de confession juive ont en majorité émigré en Israël.

### Depuis l'indépendance (1990)
Depuis l'indépendance du pays, une relative renaissance des religions a vu le jour. Un nombre important de mosquées mais aussi d'églises a été bâti. Les religions tendent pour certains à combler le vide idéologique laissé par la disparition du dogme communiste ; elles sont aussi un moyen d'affirmer son appartenance culturelle : le retour à l'islam constitue un élément de l'affirmation de l'identité kazakhe et la pratique du christianisme (orthodoxe ou catholique) offre un point de regroupement aux populations slaves dont le nombre ne cesse de diminuer[réf. nécessaire].

## Repères en 2020
Pour une population d'approximativement 18 000 000 habitants :
- Islam au Kazakhstan (70 %), majoritairement sunnite d'obédience hanafite
  - Liste de mosquées au Kazakhstan (en)
  - communauté ahmadie depuis 1991
- Christianisme au Kazakhstan (24.26 %)
  - Liste des cathédrales du Kazakhstan
  - Église catholique au Kazakhstan (en) (250 000 approximativement), d'origine polonaise, lituanienne, allemande
  - Église grecque-catholique (3 000)
  - Union des Chrétiens Baptistes au Kazakhstan (en) (11 000)
- Autres spiritualités
  - Foi baha'i au Kazakhstan (en) (6 400 en 2005)
  - Bouddhisme au Kazakhstan (<1 %), Bouddhisme en Asie centrale (en)
  - Hindouisme in Kazakhstan (en) (<3 000), dont 500 à l'Association internationale pour la conscience de Krishna
  - Judaïsme (2 000), Histoire des Juifs au Kazakhstan (en), Histoire des Juifs en Asie centrale (en)
    - Juifs de Boukhara, Juifs des montagnes

  - Tengrisme
  - Rodnovérie (Néopaganisme, Congrès européen des religions ethniques)
- Autres 
  - Irréligion au Kazakhstan (en) (4 %)
  - Liberté de religion au Kazakhstan (en)